# Capilla del Hospital Dr. Ernesto Torres Galdames
La capilla del Hospital Dr. Ernesto Torres Galdames es un templo católico ubicado en Iquique, Región de Tarapacá, Chile. Construida en el siglo xix, fue declarada monumento nacional de Chile, en la categoría de monumento histórico, mediante el Decreto Supremo n.º 771, del 18 de marzo de 1982.

## Historia
Fue construida en el siglo xix, y durante la guerra civil de 1891 fue ocupada como cuartel de artillería por las tropas balmacedistas. De forma posterior la capilla fue desmantelada y reconstruida en la nueva locación del hospital.

## Descripción
De planta rectangular, está construida en madera y fierro galvanizado, y cuenta con una techumbre a dos aguas. La fachada presenta un remate de un frontón triangular.